# Mesoereis tonkinensis
Mesoereis tonkinensis là một loài bọ cánh cứng trong họ Cerambycidae.